# Mekonnyn Yndalkaczeu
Mekonnyn Yndalkaczeu (ur. 1891, zm. 1963) – etiopski książę (ras) i pisarz amharskojęzyczny. Od 1931 do 1933 przedstawiciel Etiopii w Lidze Narodów, od 1936 do 1941 na emigracji, od 1943 do 1957 premier Etiopii, od 1957 do 1961 przewodniczący senatu. Jego synem był Yndalkaczeu Mekonnyn.